# Michael Sandstød
Michael Sandstød (Kopenhagen, 23 juni 1968) is een voormalig Deens wielrenner.

## Belangrijkste overwinningen
1996
- Fyen-Rundt
- 1e etappe Ronde van Denemarken

1997
- Deens kampioen individuele tijdrit op de weg, Elite

1998
- Deens kampioen individuele tijdrit op de weg, Elite

1999
- Deens kampioen individuele tijdrit op de weg, Elite
- 5e etappe Vierdaagse van Duinkerken
- Eindklassement Vierdaagse van Duinkerken
- GP Midtbank

2000
- Eindklassement Ronde van Picardië
- Deens kampioen op de weg, Elite
- Deens kampioen individuele tijdrit op de weg, Elite
- GP Midtbank

2001
- Samsung Mobile Grand Prix

2002
- Deens kampioen individuele tijdrit op de weg, Elite
- 1e etappe Ronde van Picardië
- Eindklassement Ronde van Picardië

2004
- Deens kampioen individuele tijdrit op de weg, Elite

## Resultaten in voornaamste wedstrijden
| Jaar | Gent-Wevelgem |
| ---- | ------------- |
| 1999 | 89e           |

## Ploegen
- 1993 - Gitter Mand
- 1994 - Gitter Mand
- 1995 - Marin
- 1996 - Individuele sponsor
- 1997 - Individuele sponsor
- 1998 - Individuele sponsor
- 1999 - Team Home-Jack & Jones
- 2000 - MemoryCard-Jack & Jones
- 2001 - Team CSC-Tiscali
- 2002 - Team CSC-Tiscali
- 2003 - Team CSC
- 2004 - Team CSC